# 篠原俊吾
篠原 俊吾（しのはら しゅんご、1963年 - ）は、日本の言語学者。慶應義塾大学法学部教授。専門は認知言語学。

## 人物
教養課程の英語科目を担当し英語教育に携わりつつ、認知言語学を研究し教授している。

## 略歴
東京都出身。1987年中央大学文学部卒業。1991年早稲田大学大学院文学研究科修士課程修了。1999年慶應義塾大学大学院文学研究科博士課程修了。
1995年4月慶應義塾大学法学部助手、1999年4月専任講師、2002年4月准教授を経て、現職。

## 著書
- ジョン・R・テイラー『認知言語学のための14章 第三版』（辻幸夫、鍋島弘治朗、菅井三実共訳、紀伊國屋書店出版部、2008年）